# Astra Sharma
Astra Sharma (* 11. September 1995 in Singapur) ist eine australische Tennisspielerin.

## Karriere
Sharma gab 2011 ihr Debüt auf dem ITF Women’s Circuit und gewann dort 2015 ihren ersten Profititel. Zwischen 2013 und 2017 machte sie sich als erfolgreiche College-Spielerin einen Namen. Bei den NCAA Division I Tennis Championships 2017 sollte sie ursprünglich für die Vanderbilt University an den Start gehen, zog aber im Einzel wie im Doppel kurzfristig zurück. Im Dezember desselben Jahres gewann sie dann im Doppel mit Belinda Woolcock die Australian Open-Australian-Wildcard-Playoffs, womit sie sich eine Wildcard für das Hauptfeld der Australian Open 2018 erspielte. Dieser Erfolg sicherte Sharma auch eine Wildcard in die Qualifikationsrunde von Hobart und somit ihrer ersten Teilnahme an einem WTA-Turnier, jedoch scheiterte sie bereits in der ersten Runde. Im Verlauf der Saison 2018 folgten drei weitere Titelgewinne bei Turnieren der $25.000-Kategorie. Bei den Australian Open 2019 war Sharma daraufhin erstmals für die Qualifikation zu einem Grand-Slam-Turnier startberechtigt und erreichte dort nach drei Siegen auf Anhieb das Hauptfeld, wo sie nach einem Erfolg über Priscilla Hon die zweite Runde erreichte. Zudem kam sie im Mixed-Wettbewerb zusammen mit ihrem Landsmann John-Patrick Smith bis ins Finale, in dem sie Barbora Krejčíková und Rajeev Ram mit 6:7, 1:6 unterlagen.
In Bogotá rückte sie anschließend in ihr erstes WTA-Einzelfinale vor, musste sich dort aber Amanda Anisimova geschlagen geben. Jedoch konnte Sharma an der Seite ihrer Landsfrau Zoe Hives nach einem klaren Endspielsieg über Hayley Carter und Ena Shibahara in der Doppelkonkurrenz triumphieren und so ihren ersten WTA-Titel verbuchen. Durch den Erfolg rückte sie in der Weltrangliste unter die besten 100 vor und erzielte im Juni mit Platz 85 ihre bis dahin beste Position. Nach schwächeren Ergebnissen 2020, als sie lediglich bei den Australian Open mit dem erneuten Einzug ins Mixed-Halbfinale mit Smith überzeugte, konnte Sharma 2021 in Guadalajara mit Ellen Perez zusammen durch einen Sieg über Desirae Krawczyk und Giuliana Olmos ihren zweiten WTA-Doppeltitel erringen, ehe sie Kurz darauf in Charleston ihren ersten Einzeltitel gewann. Im Finale schlug sie Ons Jabeur. In Hamburg erreichte sie im weiteren Jahresverlauf noch einmal ein WTA-Endspiel im Doppel, diesmal an der Seite von Rosalie van der Hoek. Allerdings mussten sich die beiden dort Jasmine Paolini und Jil Teichmann geschlagen geben.

## Turniersiege

### Einzel
| Nr. | Datum              | Turnier             | Kategorie      | Belag     | Finalgegnerin        | Ergebnis       |
| --- | ------------------ | ------------------- | -------------- | --------- | -------------------- | -------------- |
| 1.  | 12. Juli 2015      | Scharm asch-Schaich | ITF $10.000    | Hartplatz | Ola Abou Zekry       | 6:3, 2:6, 6:0  |
| 2.  | 30. Juli 2017      | Târgu Jiu           | ITF $15.000    | Sand      | Belinda Woolcock     | 1:6, 6:2, 7:5  |
| 3.  | 20. August 2017    | Graz                | ITF $15.000    | Sand      | Vendula Žovincová    | 2:6, 6:3, 6:2  |
| 4.  | 24. Juni 2018      | Baton Rouge, LA     | ITF $25.000    | Hartplatz | Maria Mateas         | 6:2, 6:1       |
| 5.  | 22. Juli 2018      | Gatineau            | ITF $25.000    | Hartplatz | Victoria Rodríguez   | 3:6, 6:4, 6:3  |
| 6.  | 24. September 2018 | Cairns              | ITF $25.000    | Hartplatz | Destanee Aiava       | 0:6, 7:6, 6:1  |
| 7.  | 10. März 2019      | Irapuato            | ITF W25        | Hartplatz | Verónica Cepede Royg | 6:73, 6:4, 6:3 |
| 8.  | 18. April 2021     | Charleston          | WTA 250        | Sand      | Ons Jabeur           | 2:6, 7:5, 6:1  |
| 9.  | 17. September 2023 | Bukarest            | WTA Challenger | Sand      | Sara Errani          | 0:6, 7:5, 6:2  |
| 10. | 29. Oktober 2023   | Playford            | ITF W60        | Hartplatz | Joanna Garland       | 7:66, 6:0      |
| 11. | 4. Mai 2025        | Bonita Springs      | ITF W100       | Sand      | Whitney Osuigwe      | 6:2, 6:2       |

### Doppel
| Nr. | Datum              | Turnier            | Kategorie         | Belag     | Partnerin          | Finalgegnerinnen                          | Ergebnis          |
| --- | ------------------ | ------------------ | ----------------- | --------- | ------------------ | ----------------------------------------- | ----------------- |
| 1.  | 9. Juli 2016       | Amstelveen         | ITF $10.000       | Sand      | Frances Altick     | Erika Vogelsang Mandy Wagemaker           | 6:4, 6:2          |
| 2.  | 15. Juli 2016      | Knokke-Heist       | ITF $10.000       | Sand      | Frances Altick     | Déborah Kerfs Kelly Versteeg              | 6:4, 6:4          |
| 3.  | 16. Juni 2018      | Sumter, SC         | ITF $25.000       | Hartplatz | Luisa Stefani      | Julia Elbaba Xu Shilin                    | 2:6, 6:3, [10:5]  |
| 4.  | 10. März 2019      | Irapuato           | ITF W25           | Hartplatz | Paige Hourigan     | Verónica Cepede Royg Renata Voráčová      | 6:1, 4:6, [12:10] |
| 5.  | 13. April 2019     | Bogotá             | WTA International | Sand      | Zoe Hives          | Hayley Carter Ena Shibahara               | 6:1, 6:2          |
| 6.  | 13. März 2021      | Guadalajara        | WTA 250           | Hartplatz | Ellen Perez        | Desirae Krawczyk Giuliana Olmos           | 6:4, 6:4          |
| 7.  | 9. April 2022      | Bogotá             | WTA 250           | Sand      | Aldila Sutjiadi    | Emina Bektas Tara Moore                   | 4:6, 6:4, [11:9]  |
| 8.  | 13. Mai 2023       | Naples             | ITF W60           | Sand      | Christina Rosca    | Sophie Chang Angela Kulikov               | 6:1, 7:613        |
| 9.  | 24. Juni 2023      | Ystad              | ITF W40           | Sand      | Walerija Strachowa | Jenny Dürst Fanny Östlund                 | 4:6, 7:63, [11:9] |
| 10. | 30. September 2023 | Kuršumlijska Banja | ITF W40           | Sand      | Walerija Strachowa | Anastassija Gassanowa Jekaterina Makarowa | 6:1, 6:4          |

## Abschneiden bei Grand-Slam-Turnieren

### Einzel
| Turnier         | 2019 | 2020 | 2021 | 2022 | 2023 | 2024 | 2025 | Karriere |
| --------------- | ---- | ---- | ---- | ---- | ---- | ---- | ---- | -------- |
| Australian Open | 2    | 1    | 1    | 1    | Q2   | Q2   | Q2   | 2        |
| French Open     | 1    | 2    | 2    | 1    | —    | Q3   | Q2   | 2        |
| Wimbledon       | 1    |      | 1    | 1    | —    | Q1   | Q1   | 1        |
| US Open         | 1    | 1    | 1    | Q3   | Q1   | Q2   |      | 1        |

Zeichenerklärung: S = Turniersieg; F, HF, VF, AF = Einzug ins Finale / Halbfinale / Viertelfinale / Achtelfinale; 1, 2, 3 = Ausscheiden in der 1. / 2. / 3. Hauptrunde; Q1, Q2, Q3 = Ausscheiden in der 1. / 2. / 3. Qualifikationsrunde; nicht ausgetragen

### Doppel
| Turnier         | 2018 | 2019 | 2020 | 2021 | 2022 | 2023 | 2024 | Karriere |
| --------------- | ---- | ---- | ---- | ---- | ---- | ---- | ---- | -------- |
| Australian Open | 1    | 1    | 1    | 1    | —    | 1    | 1    | 1        |
| French Open     | —    | 1    | 1    | 1    | —    | —    | —    | 1        |
| Wimbledon       | —    | 2    |      | —    | 1    | —    | —    | 2        |
| US Open         | —    | —    | —    | 1    | —    | —    | —    | 1        |

### Mixed
| Turnier         | 2019 | 2020 | 2021 | 2022 | Karriere |
| --------------- | ---- | ---- | ---- | ---- | -------- |
| Australian Open | F    | HF   | 1    | 1    | F        |
| French Open     | —    |      | —    | —    | —        |
| Wimbledon       | —    |      | —    | —    | —        |
| US Open         | —    |      | —    | —    | —        |